# Soul blues
Soul blues  é um estilo de música blues desenvolvido no final dos anos 1960 e início dos anos 1970, que combina elementos da música soul e da música urbana contemporânea. Cantores e músicos que cresceram ouvindo o blues elétrico tradicional de artistas como Muddy Waters , Jimmy Reed e Elmore James, cantores de soul como Sam Cooke, Ray Charles e Otis Redding e cantores de música gospel queriam unir suas músicas favoritas. Bobby "Blue" Bland foi um dos pioneiros desse estilo.